# Revolta dos camponeses da Transilvânia
A Revolta dos camponeses da Transilvânia, também conhecida como Revolta dos camponeses de Bábolna, foi uma revolta popular nos territórios orientais do Reino da Hungria, que ocorreu em 1437.

## Histórico
A revolta estourou depois que George Lépes, Bispo da Transilvânia, após não recolher o dízimo durante um período no qual estavam em circulação moedas cunhadas, a partir de 1432, com menor quantidade de prata, passou a exigir o pagamento em atraso quando foram cunhadas moedas com a quantidade normal de prata. Entretanto, a maioria dos mais pobres não conseguiu pagar a quantia exigida, mas o bispo não aceitou a recusa e aplicou o interdito e outras penalidades eclesiásticas para exigir o pagamento.
Os camponeses da Transilvânia já estavam indignados com o aumento dos impostos e taxas senhoriais existentes e com a introdução de novos impostos durante as primeiras décadas do século. O Bispo também tentou coletar o dízimo dos pequenos nobres e dos romenos ortodoxos que se estabeleceram em terras abandonadas por camponeses católicos.
Em março de de 1437, moradores de Daróc, Mákó e Türe (Aghireșu e Gârbău) atacaram a Abadia de Kolozsmonostor em Aghireșu. No Condado de Alsó-Fehér e em torno de Deva, os servos se reuniram em pequenos bandos e atacaram as mansões dos nobres. Entre maio e junho, os camponeses de Alparét e Bogáta (Vad) foram os primeiros a, seguindo uma estratégia militar dos taboritas,  se estabelecer no topo do Monte Bábolna. O local era um planalto de cerca de 7 a 8 hectares cercado por penhascos altos e florestas densas e, desse modo, um lugar ideal para defesa.
Depois, se juntaram aos rebeldes:
- um nobre menor, Antal Nagy de Buda, que liderava um grupo de camponeses de Diós e Burjánosóbuda (Chinteni);
- pessoas de Virágosberek (Nimigea);
- mineiros de sal de Szék (Sic); e
- cidadãos pobres de Kolozsvár.

Desse modo, no final de junho, os rebeldes conseguiram reunir entre de 5 e 6 mil homens armados.
Por outro lado, o bispo e seu irmão, Roland Lépes, então vice Governador da Transilvânia, reuniram tropas para lutar contra os rebeldes, que depois passaram a ser dirigidas pelo Governador: Ladislaus Csáki.
Os rebeldes enviaram quatro delegados ao Governador para informá-lo sobre suas queixas, mas esses foram capturados e executados.
O Governador atacou o acampamento dos rebeldes, mas os camponeses resistiram e fizeram um contra-ataque bem-sucedido, matando muitos nobres durante a batalha.
Diante da derrota, o bispo e os líderes dos nobres iniciaram negociações com os enviados dos rebeldes, que resultaram na assinatura, em 6 de julho, de um acordo na Abadia de Kolozsmonostor.
O acordo reduziu o dízimo pela metade, aboliu o nono (um imposto senhorial), reduziu o valor dos alugueis, garantiu aos camponeses o direito à livre circulação e os autorizou a realizar uma assembleia anual para garantir a execução do acordo.
Entretanto, os nobres buscaram uma aliança com os saxões da Transilvânia para reverter a situação e desfazer o acordo.
No final de setembro, ocorreu uma nova batalha, nas proximidades de Dej, for resultou em um novo acordo, assinado em 06 de outubro, dessa vez menos favorável aos camponeses.
Temendo um novo ataque, os camponeses, no final de outubro ou no início de novembro, deram início a uma nova ofensiva em direção à Kolozsvár, na qual saquearam propriedades de nobres em Fejérd (Chinteni). Nesse processo, capturaram e decapitaram muitos nobres antes de atacar a Abadia de Kolozsmonostor.
Um grupo de rebeldes tomou posse de Nagyenyed com a ajuda de seus pobres burgueses e os habitantes das aldeias vizinhas. A maioria dos burgueses de Kolozsvár também simpatizava com os rebeldes, que, desse modo, puderam entrar na cidade sem resistência.
Depois disso, exércitos reunidos pelo novo Governador: Desiderius Losonci e Michael Jakcs sitiaram Kolozsvár. Em 9 de janeiro de 1439, eles enviaram uma carta aos líderes saxões, instando-os a enviar reforços para contribuir para a destruição dos "camponeses sem fé". Durante o cerco, "nenhuma alma podia sair ou entrar" na cidade, de acordo com o relatório dos sitiantes. O bloqueio causou uma fome que forçou os defensores a se renderem antes do final de janeiro. Os grupos rebeldes em torno de Nagyenyed foram aniquilados na mesma época. Muitos dos líderes da revolta foram executados ou mutilados.